# Dieudonné Saive
Dieudonné Joseph Saive (Liège, 23 de maio de 1888 – Liège, 12 de outubro de 1970) foi um inventor, armeiro e projetista de armas belga que projetou várias armas de fogo conhecidas para o fabricante de armas belga Fabrique Nationale d'Herstal, incluindo o "SAFN 1949" e o FAL ("Fusil Automatique Léger"). Ele também é conhecido por modificar vários designs de armas de fogo de John Browning, incluindo a Baby Browning de 1931 e a pistola Browning Hi-Power.

## Carreira

Dieudonné Saive com desenhos do fuzil FAL.

Em 1921, os militares franceses solicitaram que a Fabrique Nationale criasse uma nova pistola semiautomática de nove milímetros com um carregador de 15 tiros. John Browning, que era o principal designer de armas da FN, inicialmente se recusou a responder ao pedido francês porque achava que os carregadores monofilares contendo sete ou oito cartuchos (como as usadas em seu Colt Model 1911) eram suficientes. Saive, que na época era assistente de Browning na FN, começou a trabalhar no design de um carregador bifilar de alta capacidade. Saive combinou seu carregador experimental com um modelo FN 1903 modificado para teste. Saive, então, forneceu o carregador completo para Browning, que desenvolveu dois designs de pistola de 9 mm usando culatras bloqueadas e desbloqueadas. Browning e a "Colt's Patent Fire Arms Manufacturing Co." apresentaram um pedido de patente nos EUA para a versão de culatra bloqueada da pistola em 28 de junho de 1923. A patente foi concedida em 22 de fevereiro de 1927, quatro meses após a morte de Browning na fábrica da FN em Liège, Bélgica. A Colt decidiu se concentrar na fabricação de seu modelo 1911 de enorme sucesso em vez de qualquer uma das novas pistolas 9 mm de Browning, então Val, filho de Browning, ofereceu o design à FN. Este desenho de pistola, modificado após a morte de Browning, foi oferecido como o modelo FN Browning 1922 de 13 tiros ou "Grand Rendement" ("alto rendimento"). Após a expiração das patentes do M1911, Saive redesenhou o "Grand Rendement" para incorporar as melhores características de ambas as pistolas no Modelo FN 1928, que ainda tinha o nome de Browning.
Em 1928, Saive viajou para a Iugoslávia para montar o arsenal estadual em Kragujevac.
Em 1929, Saive retornou à Bélgica, onde supervisionou a fabricação da versão comercial do "Browning Automatic Rifle" (BAR). Em 1930, Saive foi promovido a designer-chefe de armas da FN ("Chef de Service"). Saive melhorou o mecanismo de operação da metralhadora de aeronaves Browning M1919 M2 AN no calibre .30 em 1932, aumentando sua cadência de fogo para 1.200 tpm. Em 1938, ele fez melhorias adicionais na M2, aumentando ainda mais sua cadência de fogo para 1.500 tpm. Durante o mesmo período, Saive continuou a melhorar o "Grand Rendement" e, em 1934, o termo francês "Grande Puissance" ("Hi-Power") foi aplicado pela primeira vez ao design evoluído que se tornou a pistola automática francesa GP-35 ou [[Browning Hi-Power|FN Browning Hi-Poder. A "Hi-Power" foi a primeira pistola 9×19mm a utilizar um verdadeiro carregador de colunas escalonadas ("bifilar"). O grande carregador permitia que a arma carregasse um total de quatorze cartuchos sem uma empunhadura excessivamente grande ou protuberante.
A França se recusou a adotar a "Hi-Power" para suas forças armadas, em vez disso usou a pistola Modèle 1935. Apesar dessa rejeição, a "Hi-Power" foi um sucesso de vendas com mais de 56.000 unidades produzidas em maio de 1940, principalmente para os militares belgas. Foi usada extensivamente na Segunda Guerra Mundial por muitas nações, incluindo a Comunidade Britânica e as forças chinesas. Mais de 65.000 pistolas "Hi-Power" também foram usadas pelas forças alemãs, renomeadas como "Pistole 640(b)", depois que os nazistas capturaram a fábrica da FN em Liège em 12 de maio de 1940. Saive fugiu da invasão alemã, chegando a Londres em meados de 1941. Ele logo estava trabalhando na "Royal Small Arms Factory" no "Enfield Design Department" no Drill Hall em Cheshunt, Inglaterra, recriando desenhos de produção para a "Hi-Power" e desenvolvendo ainda mais seu projeto para um fuzil a gás chamado "EXP-1", mais tarde conhecido como "SAFN 1949". Em junho de 1943, os britânicos modificaram os desenhos técnicos de Saive para produzir o modelo British MkI da "Hi-Power". Em abril de 1943, a China solicitou 180.000 "Hi-Powers" com coronhas de madeira ocas que também serviam como coldres por meio de um Plano de Ajuda Mútua com o Canadá. Os chineses estavam familiarizados com a Mauser C96 "Broomhandle" que vinha com uma coronha/coldre e queriam a mesma coisa para as "Hi-Powers" que solicitaram. O contrato canadense era com a firma Inglis que contratou Saive e Rene Laloux, também engenheiro belga, para trabalhar na produção. Após a guerra, a Browning "Hi-Power" foi adotada como a arma padrão do serviço militar de muitos países ocidentais, incluindo o Reino Unido e a Austrália. Versões ligeiramente modernizadas permanecem em produção hoje, três quartos de século depois.

## Projetos de fuzis operados a gás
Saive é mais famoso por sua série de designs de fuzis automáticos operados a gás, que usavam um ferrolho basculante para travar a ação. Seu fuzil FN49 entrou em produção e mais tarde foi desenvolvido no amplamente bem-sucedido fuzil de combate a fogo seletivo FN FAL.